# Rahden
Rahden é uma cidade da Alemanha localizado no distrito de Minden-Lübbecke, região administrativa de Detmold, estado de Renânia do Norte-Vestfália.